# Protea pudens
Protea pudens (лат.) — редкий кустарник, вид рода Протея (Protea) семейства Протейные (Proteaceae), эндемик Западно-Капской провинции Южной Африки.

## Таксономия
Вид был впервые описан как новый вид южноафриканским ботаником Джоном Патриком Рурком в 1979 году на основе образца, который он собрал в 1973 года.

## Ботаническое описание
Protea pudens — стелющийся кустарник, образующий коврообразное покрытие до 1 м в диаметре и 30 см в высоту. Редковетвящийся куст; стебли диаметром 1 см. Соцветия расположены обычно на уровне земли. Цветёт зимой, с мая по сентябрь, с пиком с июля по август. Растение однодомное, в каждом цветке представлены представители обоих полов. Цветки не имеют запаха. Прицветники, обрамляющие соцветие, тёмно-розового цвета.

## Распространение и местообитание
Protea pudens — эндемик Западно-Капской провинции Южной Африки. Встречается на небольшой территории на равнине недалеко от деревни Элим и в других местах на равнине Агульяс. Площадь распространения составляет всего 67 км², при этом известно, что оно встречается только в четырёх местах.

## Биология
Растёт на тяжёлых песчаных, глинистых или сланцевых гравийных почвах на высотах от 23, до 30-40 м над уровнем моря в финбоше.
Опыляется птицами. Лесные пожары уничтожают зрелые растения, в таком случае выживаютт только семена. Они хранятся в высушенных огнеупорных плодах — семенных головках, которые остаются на растении после старения. После пожаров семена высвобождаются и разносятся ветром.

## Охранный статус
Protea pudens — редкое растение. Вид классифицируется как «вымирающий».